# La Hache du pouvoir

La Hache du pouvoir est une série de bande dessinée.
- Scénario : Isabelle Mercier
- Dessins : Frédéric Pillot
- Couleurs : Color Twins

## Albums
- Tome 1 : Le Prince guerrier (1997)

## Publication

### Éditeurs
- Delcourt (Collection Terres de Légendes) : Tome 1 (première édition du tome 1).